# Ісландія на зимових Олімпійських іграх 2022
Ісландія взяла участь у зимових Олімпійських іграх 2022, що тривали з 4 до 20 лютого в Пекіні (Китай).
Збірна Ісландії складалася з трьох чоловіків і двох жінок, що змагалися у двох видах спорту. Кріструн Гуднадоттір і Стурла Снер Сноррасон несли прапор своєї країни на церемонії відкриття.

## Спортсмени
Кількість спортсменів, що взяли участь в Іграх, за видами спорту.
| Вид спорту          | Чоловіки | Жінки | Загалом |
| ------------------- | -------- | ----- | ------- |
| Гірськолижний спорт | 1        | 1     | 2       |
| Лижні перегони      | 2        | 1     | 3       |
| Загалом             | 3        | 2     | 5       |

## Гірськолижний спорт
Від Ісландії на ігри кваліфікувалися один гірськолижник і одна гірськолижниця, що відповідали базовому кваліфікаційному критерію.
| Спортсмен                       | Дисципліна                 | 1-й спуск | 1-й спуск | 2-й спуск   | 2-й спуск   | Сума        | Сума        |
| Спортсмен                       | Дисципліна                 | Час       | Місце     | Час         | Місце       | Час         | Місце       |
| ------------------------------- | -------------------------- | --------- | --------- | ----------- | ----------- | ----------- | ----------- |
| Стурла Снер Сноррасон           | Слалом (чоловіки)          | НФ        | НФ        | Не потрапив | Не потрапив | Не потрапив | Не потрапив |
| Холмфрідур Дора Фрідґейрсдоттір | Гігантський слалом (жінки) | НФ        | НФ        | НФ          | НФ          | НФ          | НФ          |
| Холмфрідур Дора Фрідґейрсдоттір | Слалом (жінки)             | 57.39     | 43        | 56.48       | 36          | 1:53.87     | 38          |
| Холмфрідур Дора Фрідґейрсдоттір | Супергігант (жінки)        | Н/Д       | Н/Д       | Н/Д         | Н/Д         | 1:17.41     | 32          |

## Лижні перегони
Від Ісландії на Ігри кваліфікувалися два лижники і одна лижниця. Олімпійський комітет Ісландії обрав для участі в Іграх Сноррі Ейнарссона, Кріструн Гуднадоттір та Ісака Стіансона Педерсена.
Дистанційні перегони
| Спортсмен        | Дисципліна                        | Класичний стиль | Класичний стиль | Вільний стиль | Вільний стиль | Фінал     | Фінал       | Фінал |
| Спортсмен        | Дисципліна                        | Час             | Місце           | Час           | Місце         | Час       | Відставання | Місце |
| ---------------- | --------------------------------- | --------------- | --------------- | ------------- | ------------- | --------- | ----------- | ----- |
| Сноррі Ейнарссон | 15 км класичним стилем (чоловіки) | Н/Д             | Н/Д             | Н/Д           | Н/Д           | 41:17.6   | +3:22.8     | 36    |
| Сноррі Ейнарссон | 30 км скіатлон (чоловіки)         | 41:37.4         | 25              | 40:33.5       | 29            | 1:22:50.1 | +6:40.3     | 29    |

Спринт
| Спортсмен              | Дисципліна | Кваліфікація | Кваліфікація | Чвертьфінал  | Чвертьфінал  | Півфінал     | Півфінал     | Фінал        | Фінал        |
| Спортсмен              | Дисципліна | Час          | Місце        | Час          | Місце        | Час          | Місце        | Час          | Місце        |
| ---------------------- | ---------- | ------------ | ------------ | ------------ | ------------ | ------------ | ------------ | ------------ | ------------ |
| Ісак Стіансон Педерсен | Чоловіки   | 3:11.95      | 78           | Не потрапив  | Не потрапив  | Не потрапив  | Не потрапив  | Не потрапив  | Не потрапив  |
| Кріструн Гуднадоттір   | Жінки      | 3:49.59      | 74           | Не потрапила | Не потрапила | Не потрапила | Не потрапила | Не потрапила | Не потрапила |